# Axiocerses
Axiocerses is een geslacht van vlinders van de familie van de Lycaenidae. De soorten van dit geslacht komen voor in tropisch Afrika.

## Soorten
- A. amanga (Westwood, 1881)
- A. argenteomaculata Pagenstecher, 1902
- A. bambana Grose-Smith, 1900
- A. bamptoni Henning & Henning, 1996
- A. callaghani Henning & Henning, 1996
- A. coalescens Henning & Henning, 1996
- A. collinsi Henning & Henning, 1996
- A. croesus (Trimen, 1862)
- A. harpax (Fabricius, 1775)
- A. heathi Henning & Henning, 1996
- A. jacksoni Stempffer, 1948
- A. karinae Henning & Henning, 1996
- A. kiellandi Henning & Henning, 1996
- A. maureli Dufrane, 1954
- A. melanica Henning & Henning, 1996
- A. punicea (Smith, 1889)
- A. susanae Henning & Henning, 1996
- A. tjoane (Wallengren, 1857)